# 無言抄
無言抄（むごんしょう）は、木食応其が著した連歌の作法書。

## 概要
慶長8年（1603年）正月の成立とされている。豊臣秀吉の帰依を受けた真言宗の僧侶、木食応其による著作。連歌を巻く時に注意しなければならない言葉の使用法と形式を記録したものである。
無言抄は、応其の連歌の師である里村紹巴の指導のもと進められた。すなわち、天正7年（1579年）に着筆してから2年後に稿を終え、その後何回か手を加えられ、同14年（1586年）の紹巴の校閲を受けて世に紹介された。慶長に入って再び稿を改め、慶長3年（1598年）正月清書し、同年2月25日に再度紹巴の校閲を得て践が添えられた。これを後陽成天皇の叡覧にそなえ、勅定によって大覚寺空性法親王が書写の上、同8年（1603年）正月さらに自践が加えられて、はじめて今日に伝えられる形となった。

## 内容
本書の特徴は、辞書のように詞がいろは順に分類されていることであって、連歌作法書の中で、こうした並列がとられたのは、この無言抄が最初である。その便利さは、本書が慶長初年以来わずか50年ほどの間に、実にさまざまな形で度々公刊され、当時かなり広く使用されていた事実を見ればわかる。構成は下記のとおりである。
- 1 式目濫筋
- 2 以呂波詞
- 3 四季詞
- 4 非季詞
- 5 神祇
- 6 釈教
- 7 述懐
- 8 哀傷
- 9 山類
- 10 水辺
- 11 体用之物
- 12 可隔三句物
- 13 可隔五句物
- 14 可隔七句物
- 15 一之面可嫌物
- 16 輪廻の事
- 17 嫌詞之事
- 18 可思惟事
- 19 発句切字の事
- 20 句数之事
- 21 本寄取様の事
- 22 執筆の事
- 23 一座法度の事
- 24 会席作法の事
- 25 和漢篇

## 作法書としての価値
連歌作法書の中で本書は、最も整備され、規範と目された書であり、近世初期の俳諧作法書に及ぼした影響も決して少なくはなかった。西山宗因の『俳譜無言抄』は、まさしくその一例であり、その内容も応其の『無言抄』が中心になっている。貞門俳譜の祖松永貞徳の著した俳譜作法書『御傘』も、やはり『無言抄』をもとに編述しており、恐らく『無言抄』の影響下にあったと言えよう。このように応其の著した『無言抄』は、連歌史上特に注目すべき書であったのである。